# Seyhan Kurt
Seyhan Kurt   (Bourgoin-Jallieu, 16 de desembre de 1971) és un poeta, escriptor, antropòleg i sociòleg franco-turc.
Va néixer a la comuna de Bourgoin-Jallieu a Grenoble, França. Va estudiar a l'École de Jean Jaurès de Lió. Va estudiar pintura a França i dramatúrgia i història de l'art a Esmirna. El 1992 i el 1993, va exposar les seves pintures en estil abstracte i tècnica de pintura a l'oli en dues exposicions individuals a la Galeria Estatal de Belles Arts de Mersin. Va estudiar Llengua i Literatura Francesa, Sociologia i Antropologia. Va dur a terme investigacions sobre arquitectura i cultura urbana a Itàlia i Grècia. Va rebre el seu màster a la Universitat d'Ankara, Facultat de Llengua, Història i Geografia, Departament d'Antropologia. Va treballar en la teoria de la simulació i la societat de consum de Jean Baudrillard. Va escriure articles sobre cinema, arquitectura, immigració i art modern. En el seu llibre de 2021 From Household to Home State, publicat per İletişim Publication, va destacar la importància no només de l'arquitectura, sinó també de disciplines com l'antropologia i la sociologia que examinen les pràctiques quotidianes, les regulacions i els fenòmens de consum a l'hora de tractar el concepte de "Casa turca". En el seu estudi, va adoptar un mètode interdisciplinari utilitzant diferents camps des del cinema turc fins a la cultura oral.
Les entrevistes a Seyhan Kurt sobre el llibre es van publicar a Mediascope TV, Artfulliving, Bisavblog i el diari Hürriyet. Entre 1990 i 2017, alguns dels seus poemes van ser traduïts al francès, anglès, alemany, grec i estonià.

## Llibres
- (1993) Kapa Gözlerini "Shut Your Eyes"
- (1995) Destinos "destiny"
- (1999) Hüznün Sözyitimleri "Speechlessness of Sadness"
- (2002) On Jean Baudrillard (unpublished thesis)
- (2002) El Ilani "Hand-Out"
- (2004) Bizden Geçen Sular "Waters Running Through Us"
- (2012) Seyyah "The Voyager"
- (2017) Herkese ve Hiç Kimseye "To Everyone and No one"
- (2021) Haneden Ev Haline:"Türk Evi”nde Mimari, Düzenleme, Pratik From Household to Home State: Architecture, Arrangement and Practice in "Turkish House" "